# Esmeralda Moberg
Esmeralda Moberg, född 23 juni 1975, är en svensk folksångerska, tonsättare och programledare. 
Esmeralda Moberg är uppväxt i Småland, gick teaterlinje på gymnasiet och har studerat vid folkmusiklinjen vid Malungs folkhögskola. Åren 2009–2011 studerade hon komposition på Gotlands tonsättarskola för bland andra tonsättarna Henrik Strindberg och Per Mårtensson. Hon har bland annat medverkat i uppsättningar på Teater i Haga och vid Teater Sláva. 
År 2011 skrev Esmeralda Moberg ett uppmärksammat öppet brev till Jimmie Åkesson i Folkbloggen.
Hon är programledare för folkmusikprogrammet Folke i Sveriges Radio P2, och tillsammans med Mattias Lundberg för Sveriges Radios omfattande folkbildningssatsning Den svenska musikhistorien.

## Diskografi
- 2010 Skuggpoeten tillsammans med Embee från Looptroop Rockers.[7]